# Vrijheid van vereniging
De vrijheid van vereniging is een grondrecht voor groepen mensen, die op diverse plaatsen geformuleerd is. Dit grondrecht wordt soms gebruikt in combinatie met de vrijheid van vergadering.

## Achtergrond
Tegen de achtergrond van dit artikel ligt de moderniteit van liberale denkers aan het eind 19e eeuw. 
Door de opkomst van de nieuwe, grote en belangrijke klasse in de vorm van de industrie-arbeiders, kwam er een groter besef van de essentie van vrijheid, wat tot uiting kwam in de vrijheid van meningsuiting, persvrijheid en zo ook vrijheid van vereniging. In deze tijd ging het hier over het principe dat de arbeiders en andere burgers zich kunnen verenigen in een groepering (vakbonden, politieke partijen) die de belangen van deze groep mensen behartigden. Vrijheid van vereniging is een logisch kenmerk van een liberale visie omdat ze staat voor het ultieme middel om (politieke) druk uit te oefenen op bestuur en maatschappij. Zonder dit recht had men nog niet kunnen participeren in het bestuur van een land of bedrijf. Daarom werd dit recht mede essentieel voor vorming van een democratische, liberale staat.

## Wetsteksten

### Nederlandse grondwet
De omschrijving in de Nederlandse Grondwet luidt als volgt:

Artikel 8: Vrijheid van vereniging

Het recht tot vereniging wordt erkend. Bij de wet kan dit recht worden beperkt in het belang van de openbare orde.

### Belgische grondwet
De omschrijving in de Belgische Grondwet luidt als volgt:

Artikel 27. De Belgen hebben het recht van vereniging; dit recht kan niet aan enige preventieve maatregel worden onderworpen.

### Universele verklaring van de rechten van de mens
In de Universele verklaring van de rechten van de mens is het als volgt opgenomen:

Artikel 20

Een ieder heeft recht op vrijheid van vreedzame vereniging en vergadering.

Niemand mag worden gedwongen om tot een vereniging te behoren. 

### Europees Verdrag voor de Rechten van de Mens
In artikel 11 van het Europees Verdrag voor de Rechten van de Mens is het als volgt opgenomen:

Artikel 11

1. Een ieder heeft recht op vrijheid van vreedzame vergadering en op vrijheid van vereniging, met inbegrip van het recht met anderen vakverenigingen op te richten en zich bij vakverenigingen aan te sluiten voor de bescherming van zijn belangen.

2. De uitoefening van deze rechten mag aan geen andere beperkingen worden onderworpen dan die, die bij de wet zijn voorzien en die in een democratische samenleving noodzakelijk zijn in het belang van de nationale veiligheid, de openbare veiligheid, het voorkomen van wanordelijkheden en strafbare feiten, voor de bescherming van de gezondheid of de goede zeden of de bescherming van de rechten en vrijheden van anderen. Dit artikel verbiedt niet dat rechtmatige beperkingen worden gesteld aan de uitoefening van deze rechten door leden van de krijgsmacht, van de politie of van het ambtelijk apparaat van de Staat.

### Belgische wet op de vrijheid van vereniging
De Wet van 21 mei 1921 tot waarborging der vrijheid van vereniging bepaalt:

Artikel 1
Niemand kan gedwongen worden van een vereniging deel uit te maken of daarvan niet deel uit te maken.

De vrije uittreding wordt geregeld in artikel 2 en de artikelen 3 en 4 bevatten strafbepalingen tegen wie ongeoorloofde druk uitoefent om al dan niet deel uit te maken van een vereniging.